# AS-105 (SA-10)
«SA-10» (англ. Saturn-Apollo 10, Сатурн-Аполлон-10) — десятий, останній, політ  ракети-носія Сатурн-1, здійснений за програмою Аполлон. Шостий запуск двоступеневої ракети (блок 2). Безпілотний випробувальний політ. Запуск макета командного модуля і супутника Пегас-3.

## Опис
Сатурн-1 була двоступеневою ракетою-носієм зі ступенів S-I і S-IV. Нагорі другого ступеня було прикріплено масогабаритний макет корабля Аполлон (BP-9) у складі командного і службового відсіків.
Командний відсік у формі алюмінієвого конуса зі сферичною основою, діаметром основи 391 см, висотою конуса 356 см, був вкритий корком для теплозахисту й імітував розміри, масу, форму і центр маси відсіку у пілотованому польоті.
На вершині відсіку було змонтовано башту системи порятунку на старті висотою 305 см, до якої було прикріплено макет двигуна довжиною 470 см
Службовий відсік з алюмінію, діаметром 391 см, довжиною 358 см, розташовувався під командним відсіком.
Під час запуску службовий відсік захищав метеорологічний супутник Пегас-2 від потоків повітря.
Супутник кріпився до перехідника, а той — до відсіку приладів.
Відсік приладів масою 16 650 кг довжиною 24,4 м використовувався для розміщення приладів, що вимірювали 133 показники, зокрема перепади температур і аеродинамічні навантаження. Також відсік мав три телеметричні системи.
Після відокремлення першого ступеня і вмикання двигунів другого ступеня відстрілювалась система порятунку на старті.
Після виходу на орбіту другого ступеня відокремлювався масогабаритний макет. Супутник Пегас залишався прикріпленим до другого ступеня і розкривав крилоподібні панелі сонячних батарей.

## Підготовка
Керівництво НАСА вирішило у серпні 1965 почати реконструкцію стартового комплексу № 37 для використання ракети-носія Сатурн-1Бі. У випадку неможливості здійснити запуск до 31 липня, його можна було здійснити тільки після запуску ракет-носіїв Сатурн-1Бі. Під тиском крайнього строку підготовка відбувалася в цілодобовому режимі.

## Політ
30 липня 1965 о  13:00:00 UTC відбувся успішний запуск ракети-носія Сатурн-1 з масогабаритним макетом командного відсіку і супутником Пегас-3.
22 листопада 1975 після 3 767 діб польоту макет зійшов з орбіти і згорів у атмосфері Землі.